# Mushiking
Os Guardiães da Floresta Mushiking (甲虫王者ムシキング 森の民の伝説, Kouchuu Ouja Mushiking – Mori no Tami no Densetsu) é um anime baseado no videojogo japonês de SEGA chamado Mushiking: King of the Beetles. O nome original da série é Kabutomushi Ouja Mushiking – Mori no Tami no Densetsu. Consta de um total de 52 episódios que misturam fantasia, artes marciais e insectos. Em Portugal a série foi emitida pelos canais RTP2 e Panda Biggs.

## Enredo
Popo, é um garoto pequeno que vive à proteger a floresta, vê-se obrigado a abandonar sua casa para salvar sua mãe, já que ela foi transformada em flor. Seu destino é ir para a floresta do leste, para encontrar seu pai que andou com ele por muitos anos e assim, encontrar uma solução para salvar sua mãe.
Em suas aventuras é acompanhado por Chibi-King, um pequeno besouro e por um grupo de artistas circenses que sabem lutar de diferentes métodos. Sempre é atacado por um malvado que usa besouros. E o que desejam é o colar de Popo. Quando é atacado, surge Mushiking, o Rei dos besouros.
Todos os episódios geralmente seguem uma linha de história semelhante, geralmente entrando em um problema ou ajudar os outros e depois aparecer um dos inimigos atacando-os, para acabar com o aparecimento Mushiking ajudando-os.

## Vida dos Habitantes da Floresta
Os Habitantes da Floresta nascem de uma fruta amadurecida pela luz do sol. Quando morrem, se transformam em luz. São de um trabalho parecidos à de um besouro. Se alimentam sobre tudo da seiva e das frutas da floresta.

### Guardiães da Floresta
- Popo

É um garoto que viveu sempre com sua mãe e que sabe muito sobre a floresta, mas não sobre protegê-la. É vestido completamente de verde e tem o cabelo rosa. É o guardião da floresta e sua missão é protegê-la, pois é ele que carrega o símbolo de guardião (que no final se transforma em um simples colar). Desde pequeno, pode ouvir as vozes da floresta e dos besouros. Um dia, quando estava com sua mãe, a floresta se ficou escura e sua mãe se transformou em flor. Então ela lhe contou que devia ir à floresta da luz em busca do seu pai, para assim poder salva-la. Graças a Mushiking, aprende a controlar o símbolo del guardião, e assim consegue pedir a floresta que lhe dê força à Mushiking ou ao vento que lhe dá poderes a ele. E assim, chega um momento em que se da conta, que quando usa o símbolo, alguma floresta do mundo se transforma em uma floresta negra, já que, para dar-lhe força a ele, a floresta perde a sua. É aqui, quando a dúvida sobre si impede de seguir com sua missão, pois não quer que a floresta sofra apesar que as vozes peçam. Quando se encontra com Adder, ele lhe conta qual é sua verdadeira missão: Dirigir uma nave até um novo mundo (coisa que ele se nega). Ao final volta a floresta com sua mãe e também viverá com Pam.
- Chibi-King

É um pequeno besouro que fala. Acompanha o Popo desde que ele começou sua viagem. Sempre que ocorre algum perigo desaparece. Está apaixonado por Seran. No final, descobre-se que na verdade é Mushiking. Depois de derrotar Adder, aparece de novo transformado como Chibi-King na floresta de Popo, mas sem recordar nada do que passou antes e também sem recordar de Popo.
- Mushiking

É o Rei dos besouros. Dizem nas lendas é o mais forte e seu casco mais duro. Se encarga de proteger o Popo e a floresta e recebe a força extra quando o símbolo da floresta está em médio. Na verdade, era Chibi-King e também o pai de Popo, Pele, estava reencarnado nele. Mas quando Adder vai indo, Mushiking também se vai.
- Pam

É uma garota introvertida e que nunca mostra seus sentimentos, já que não possui. Vai vestida em tons roxos. Foi porque ela era filha da nave e se encontrava no mundo para coletar informação sobre isto. Por fim, quando chegaram as ruínas debaixo da terra, a nave extraiu toda a inconformação que ela havia coletado. A partir deste instante, Pam deixou de recordar de seus amigos, mas conseguiu ter por fim vontade própria e direita a escolher seu próprio caminho e também, começou a ter sentimentos. Na verdade, ela havia existido desde que a nave aterrissou, e foi mudando de pele cada vez que coletava informação suficiente. Em um episodio, quando chegou a umas ruínas, se encontrou com todas as peles que havia tido, as havia de todas as cores e eram incontáveis.
- Soma

É o melhor amigo de Popo e seu rival ao longo do anime. Quando Chouk lhe confessa que é sua mãe, se une aos malvados junto a Chouk para atacar a Popo. Tem inveja de Popo por ser o guardião, e o assegura ser melhor fisicamente e mentalmente. Por trás de descobrir que Diuk é seu pai, fica traumatizado e se enfrenta em um combate a morte, junto com seu besouro, contra Popo na floresta fóssil, mas quando fica ferido gravemente por uma explosão e quase perde a vida, transformando-se em luz, se Seran não chega a salvar-lo com sus novos poderes. Depois disso volta com Popo e aos demais, e desenrola um tremendo ódio contra Diuk.
- Seran

É uma espécie de fada cujo nascimento vem de uma flor. Tem uns dos poderes curativos muitos misteriosos e também é considerada como um insecto. Chibiking está apaixonado por ela, mas ela prefere o Soma. Quando Popo e os demais chegam a floresta fóssil, se envolve em um casulo de cristal para desenvolver e ressurgir com uma nova forma mais adulta e mais poderosa, conectada com a floresta de alguma maneira. Nesta nova forma era algo parecido à uma deusa, já que salva a vida de Soma quando ele se encontrava a beira da morte e logo revive a Pia quando se sacrifica para dar-lhe mais poder a Mushiking, também, pode devolver vegetação e vida para as florestas negras. Ao final se vai com a alma de Adder a um novo planeta para salvar a de Popo.
- Bibi

É a malabarista do grupo. É bastante alegre e jovial, ainda que Babi sempre está tirando sarro dele e provocando-o. Vestindo um véu e uma tatuagem em seu olho esquerdo. Suas armas são suas bolas de malabarismo, que explodem ao chocar contra algo.
- Deh

É um ancião muito brincalhão, e igual a Bibi suas armas são suas bolas de malabarismo. Morre protegendo Popo e seus amigos no episódio 3. Suas roupas são um casaco branco y também usa uma bengala devido a sua idade. Pode controlar o vento, poder que Popo também consegue adquirir.
- Pooh

É um mago cujas armas são as cartas que possui, usando-las como armas lançadas. Morre junto com Deh protegendo Popo e aos demais. É o possível namorado de Babi, pois ela chora por sua morte. Sua roupa é uma capa violeta com chapéu de copo e leva uma máscara. Pode controlar a água, poder que Popo também consegue adquirir.
- Babi

É uma garota muito desligada e sempre está a rir e zombando de Booh e Bibi, os quais terminam temendo-a ao longo do anime, ainda na realidade é bastante amável. Sua arma é um chicote extremadamente largo que visivelmente leva enrolando o corpo. Sua roupa é um Tutu rosa com uma flor a altura da cadeira pela parte traseira. Em um episódio se revela que ela originalmente havia pertencido ao povo do âmbar, onde viviam sua mãe e sua irmã pequena, ainda as havia esquecidas ao perder suas recordações como o resto dos membros do circo.
- Booh

Seu corpo é extremadamente grande e Babi sempre ele lhe fez culpas de excesso de peso, sua mente é como a de uma criança pequena, por isso é bastante simplório. Sua arma é fazer com que uma bola e surpreender os outros adversários, mas também tende a lançar grandes rochas com sua força ou usar um enorme bastão de madeira. Seu traje é um colete amarelo e calça azul.

### Outros
- Mônica

É uma inventora que aparece nos episódios não consecutivos. O que ela faz é criar máquinas voadoras. A primeira era para atravessar um penhasco. Recebeu a ajuda de Popo e seus amigos e ela deu-lhes a máquina que eles estavam voando pela floresta. A segunda vez, estava tentando fazer uma máquina voadora que poderia subir pelos ares a um povo inteiro, de modo que eles perceberam que não valia a pena se tornar luz e suas lendas eram mentiras. Ela havia sido baseado em um insecto para isto. Com esta máquina, consegui salvar Popo e seus amigos de um besouro de olhos vermelhos. Ao longo dos episódios sempre lembram dela como a mulher que ajudou e fez as pessoas felizes.
- Hobby

Ao que parece é um amante de insectos, mas na realidade tem muitos besouros passando sofrimentos em jaulas e gaiolas, amarrados a postes...
Quando Hobby vê um besouro vermelho pela primeira vez, se apaixona por ele, querendo-o pegar, mas se mostra agressivo e lhe ataca. Por sorte, Popo empurra Hobby esquivando do ataque. Ao final, quase todos os besouros morrem por uma ordem que Passer lhe deu aos olhos vermelhos. Hobby sendo mentalmente quebrada e deixá-os a reconstruir suas vidas. Mas um besouro chamado Vii que apreciava a Hobby se foi com ele, apesar dos maus tratos que lhe dava.

### Inimigos
- Paser

Foi um dos servos de Adder e o primeiro a aparecer. Apesar de lutar contra Popo, lhe salvou a vida duas vezes. Ele sempre acreditou em destino, e que Popó foi fundamental para o destino da floresta. Odiava o Guardião da floresta, porque, desde pequeno, apareceu um dia Pele em sua floresta, e atrás de si, sua floresta se transformou em uma floresta negra e seus pais ficaram transformados em Estátuas. Por essa razão, odiava Popo, mas no final, se deu conta de que acontecia e abandonou Adder. Sempre foi atrás de Popo e o salvou várias vezes dos besouros de olhos vermelhos e uma, do próprio Diuk. Estava na luta final contra Adder e ajudou Popo e seus amigos. Normalmente esculpe estátuas de madeira, pela nostalgia de seus pais.
- Glum

Foi um dos servos de Adder e apareceu em segundo, ajudando Paser. Apareceu depois que um povo matou umas das pupas de Lepidoptera que estava cuidando. Neste instante, deixou de ser de a gente da floresta e se transformou em um servo de Adder, e lhe apareceu a tatuagem na face. Seu besouro era o Megasoma acteon. Nunca gostou de se divertir e muito menos de ver sofrer os besouros. Em um episódio, se negou a seguir atacando Popo, pois seu besouro estava sofrendo e estava muito ferido. Ao final, Diuk, nega que Glum, matou Acteon. Em outro episódio, quando apareceram pelo povo de Glum, se deu conta de todo o mal que havia feito e que se havia equivocado. Então, enquanto protegia umas larvas, e ajudou Popo, sua tatuagem desapareceu. Desde aquele momento, em que quase morreu, ele voltou a pertencer aos povos da floresta. Na sua aldeia, sua lenda é sempre disse, a sua vida, e que viveu por besouros e foi recebido de volta como um herói. Depois, seguiu sempre atrás de Popo, junto com Paser e lhe salvou um par de vezes, assim como também esteve presente na batalha final contra Adder, em que o Espírito de Acteon lhe salva a vida.
- Chouk

É uma das servas de Adder e apareceu na terceira, ajudando Glum. Apareceu no episódio "A floresta da preguiça". É capaz de transformar-se em mariposa, e possui uma empatia com esses insectos. Também pode transformar os humanos em pedra temporariamente e também pode transformar-se, tais poderes nas ruínas que mostrou lutando contra Popo, tendo dos seus companheiros Soma, seu Besouro Mascarado e o Besouro Girafa de seu filho. Pouco a pouco vai descobrindo que é a mãe de Soma. Isto dá-lhe como herança a Soma um punhal.Quando ela se junta soma, é mais feliz e preocupado com seu filho, por vezes. Ao final se transforma em luz tentando proteger Soma.
- Diuk

Pouco se sabe sobre ele, mas é muito misterioso. Muitas vezes ligada a Chouk para uma bebida e Glum e lhe tem mania. Seus trajes são um pouco estranhos e a cor laranja apagada. Obriga Megasoma Acteon a atacar Popo às escondidas de Glum, que fica irritado com a perda de seu besouro neste episódio. Todo por culpa de Soma, quem matou Megasoma Acteon como condição ao fracasso de Glum.
Finalmente, lhe revela a Soma que é seu pai, conheceu a Chouk quando eram jovens e se apaixonaram mutuamente porque eles se sentiram estranhos entre as pessoas da floresta, mas o abandonaram depois. Isto provoca o retorno de Soma com Popo e os outros, e Chouk e se enfurece com Diuk por ser tão cruel para o seu filho. Também se descobre que as intenções de Diuk é eliminar Adder para ocupar seu posto e depois roubar-lhe o símbolo de guardião de Popo para assim, com seu poder, transformar-se em o rei da floresta.
- Adder

É o inimigo principal de Popo e os guardiões da floresta, e o responsável pela criação de besouros de olhos vermelhos. Vai vestido usando um manto e carregando um cajado. Possui poderes muito estranhos, e sua origem é desconhecida. Aparentemente, eles tinham criado a sua própria missão de converter todos à luz da floresta para levar o navio para um novo mundo, independentemente de todos os danos que causou. Só precisava de se proteger a floresta para redirecionar os usuários da nave, mas essa parte do plano deu errado quando Pele se tornou árvore para manter a nave, então decidiu de tratar de convencer Popo a roubar o selo de guardião, com o que se dirigia a nave. Finalmente Popo decide que a nave fique na floresta, com luz contendo liberado e retorna à floresta para renascer como novos moradores da floresta. Adder, enfurecido, toma o selo e decide que sem a nave já não existe, ele vai se tornar um, e, em seguida, absorve a energia da floresta, corrompendo sua alma e se transformar em um gigante, mas Seran, usando seus poderes, a vida retorna à floresta e destruir o corpo Adder, salvando a sua alma, e leva-lo para um outro mundo, para que possa renascer como um ser bondoso.

## Versão mangá
Como a versão de história em quadrinhos, "Mushiking ~ série de Zach aventura ~" foi serializado em quadrinhos pela bessatsu corocoro quadrinhos. Autores おおせよ. Serializou e até fevereiro de 2008, a questão de que o número de abril de 2004, em outubro de 2006, outro de fevereiro de 2005 Kolo, Kolo,. Livro, 8 volumes. Se publica a versão 読みきり, Kolo, desde de setembro de 2004 e outubro.

## Transmissão Mundial
O anime foi emitido na Espanha nos canais Clan TVE e Cartoon Network sob o título de Mushiking: los guardianes del bosque, e na Itália a série foi emitida pelos canais Italia 1, Boing e Hiro sob o título de Mushiking, il guardiano della foresta.